# کیلی کاون
کِـیلی کاوِن (انگلیسی: Caylee Cowan؛ زادهٔ ۱۹ مارس ۱۹۹۸) بازیگر یهودی‌تبار اهل ایالات متحده آمریکا است. وی از سال ۲۰۱۸ میلادی تاکنون مشغول فعالیت بوده‌است.
از فیلم‌ها یا برنامه‌های تلویزیونی که وی در آن نقش داشته‌است، می‌توان به اسلحه مرگبار، طلوع آفتاب در بهشت، طلای ریسی، سرزمین عجایب ویلی، تحریک‌کنندگان، هیپنوتیک و چارلی چابک اشاره کرد.